# English Defence League
English Defence League (EDL), grundlagt 27. juni 2009 i Luton i England, er en islamofobisk, højreekstrem bevægelse som modsætter sig hvad den opfatter som spredningen af islamisme, sharialove og indvandring i England. Organisationen har arrangeret en række demonstrationer i engelske byer, hvor op til 3 000 mennesker har deltaget. Demonstrationerne har ofte ført til konfrontationer med moddemonstranter. EDL forbindes ofte med vold og asocial opførsel, og bevægelsen er blevet beskyldt for at være nynazistisk og militant nationalistisk. EDL-lederen Stephen Yaxley Lennon har imidlertid tidligere taget afstand fra nazisme og deltaget i afbrændingen af et naziflag udenfor et indkøbscenter i Luton. English Defence League udtrykker stærk støtte til Israel og bruger ofte israelske flag under sine demonstrationer.
Danish Defence League er søsterorganisation til EDL, og forfægter tilsvarende islamofobiske synspunkter.